# Framasoft
Framasoft je populárně naučná komunita používající svobodný software, kterou v roce 2001 založil Alexis Kauffmann. Od prosince 2003 je podporována stejnojmennou organizací založenou v Lyonu.
Aktivity této skupiny se na základě modelu spolupráce dělí do tří hlavních větví: propagace, šíření a vývoj svobodného softwaru, a obohacení open-source kultury a on-line služeb.
Framasoft je jedním z hlavních frankofonních portálů zabývajících se svobodnou kulturou jak z pohledu nabízených služeb tak z pohledu komunity. Komunita kolem framasoftu pravidelně přináší zdroje a pomoc pro lidi, kteří jsou v prostředí svobodného softwaru noví, a přispívá k jeho rozšiřování do škol, do on-line světa i do komerčního prostředí. Doprovází také lidi, kteří chtějí vyměnit svůj proprietární software za otevřená řešení, především při přechod od Microsoft Windows na Linux.
Veškerý obsah vytvořený v komunitě Framasoft je uvolněn se svobodnou licencí, aby byla garantována možnost jeho využití kýmkoliv a zabránilo se privatizaci.
Mimo jiné vyvíjí software PeerTube.